# Mantecados

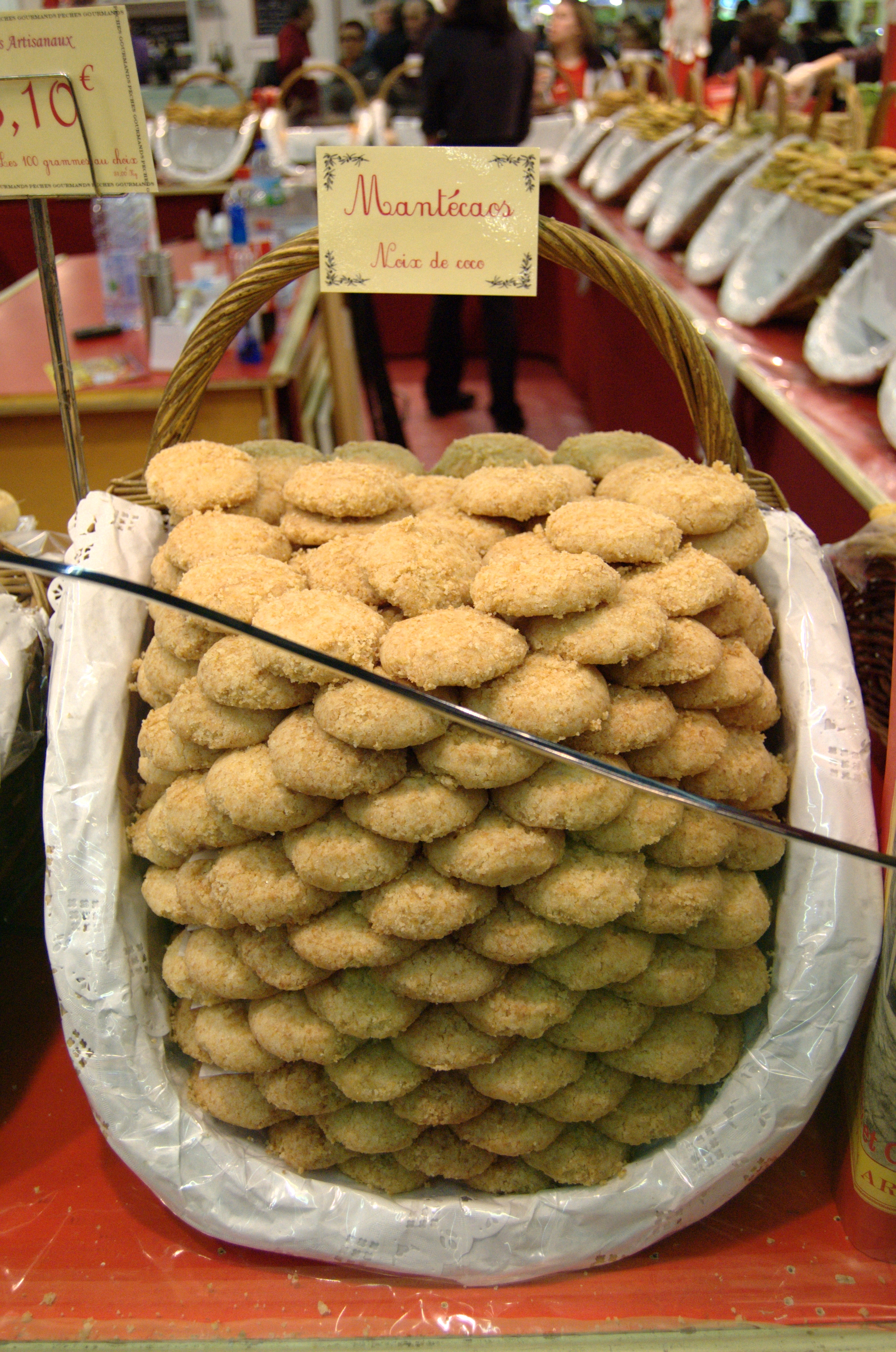
Mantecaos du commerce sur un étal lors du Salon international de l'agriculture 2009.

Les mantecados ou mantecaos sont des biscuits sablés, parfumés à la cannelle ou au zeste de citron. Ces spécialités sont typiques de la pâtisserie andalouse et se mangent généralement à l’époque des fêtes de fin d’année, particulièrement à Noël. En fonction des ingrédients qui entrent dans la composition de ces biscuits, on peut en distinguer divers types.
Le terme désignant cette pâtisserie vient du mot espagnol manteca, qui signifie « saindoux », leur préparation originale étant faite avec le saindoux.

## Origine
Il existe plusieurs versions sur l’origine du mantecado.
Certains affirment que la recette serait originaire de la ville d’Estepa, commune de la province de Séville, tandis que d’autres évoquent Antequera, ville de la province de Malaga, où l’on trouve une fresque très ancienne faisant clairement référence aux mantecados, qui y étaient jadis fabriqués. Ils ajoutent que bien avant que les mantecados des terres sévillanes connaissent leur succès actuel, les ateliers de fabrication d’Antequera fournissaient la Maison royale espagnole.
Il est notoire qu'à cette époque, Estepa possédait plusieurs troupeaux de porcs sur de grandes étendues de chênaies. Au XVIIIe siècle, les troupes françaises ont abattu les arbres pour que les guérilleros espagnols et plus tard, les brigands, ne puissent s’y cacher. Depuis, le paysage est resté tel quel, c'est-à-dire des plaines recouvertes de champs de céréales.
Selon les archives historiques se référant aux ustensiles nécessaires à son élaboration, les habitants du village et les religieuses du couvent de Santa Clara élaboraient des « tourtes au saindoux ».
C’est à partir du XIXe siècle que commence la commercialisation du mantecado, grâce à Filomena Micaela Ruiz Téllez, qui chargeait son mari de les vendre sur les marchés situés sur sa route, entre Estepa et Cordoue. Cette femme eut l'idée de sécher les mantecados, les rendant ainsi plus résistants au transport et au stockage, mais également savoureux plus longtemps,.
En 1989, on comptait à Estepa une quinzaine d’ateliers transformés en petites fabriques qui, peu à peu, ont commencé à distribuer leurs mantecados dans tout le pays,.
Bien que l'industrie du mantecado se développe principalement en Andalousie, elle se répand progressivement sur toute la Péninsule ibérique, comme à Rute par exemple à partir des années 1980.
Une autre version selon laquelle le mantecado aurait été introduit en Espagne à la suite des invasions arabes d'Al-Andalus ferait remonter l'origine de ces biscuits au Maghreb ; cependant cette allégation est remise en cause en raison de la présence du saindoux dans sa composition. Néanmoins, la cannelle indispensable à la recette fut d'abord introduite dans le nord de l'Afrique plus particulièrement en Algérie par les commerçants arabes. Très présente en Algérie, il existe plusieurs recettes et le gâteau est très présent dans les cultures et les cuisines du Maghreb : arabe, juive, berbère, pied-noire…). Il est appelé ghribiya (ghribia en Algérie, ghriyba au Maroc, ghraïba en Tunisie, ghraybeh en Syrie et au Liban) dans les pays du Maghreb et dans le Proche-Orient.

## Types demantecados
On peut les faire cuire au saindoux comme à l'origine, ou utiliser de l'huile d'olive ou de l'huile d'arachide, puis on y ajoute de la farine et du sucre. Ils peuvent être parfumés d'un zeste de citron, à la cannelle, mais aussi au chocolat ou à la noix de coco.
On classe les mantecados suivant les ingrédients utilisés et leur forme, les plus classiques étant les suivants :
- le mantecado à l’amande : le plus courant. L’amande peut avoir été broyée ou se trouve sous forme de poudre ;
- le mantecado artisanal : pétri à la main, parfumé à la cannelle et saupoudré de sésame ;
- le mantecado à la cannelle et au sésame : semblable au mantecado artisanal, mais produit industriellement ;
- le double mantecado à la cannelle : fait et pétri à la main, parfumé à la cannelle, il s'agit d'un mantecado artisanal typique d’Antequera ;
- le mantecado au chocolat ;
- le mantecado au citron ;
- le mantecado feuilleté : composé de fines feuilles disposées en couches, recouvertes de sucre glacé. Il peut aussi être fourré avec une confiture à base de courge spaghetti, appelée cabello de ángel (« chevelure d'ange ») ;
- mantecado de Navidad : aux amandes, fruits confits et cannelle.

## Variantes
Le polvorón ressemble beaucoup au mantecado, l’amande étant un ingrédient essentiel qui entre dans la composition de ces deux pâtisseries. Dans la confection du mantecado, on utilise moins de farine que pour celle du polvorón. De plus, il est beaucoup plus compact et ne s’émiette pas aussi facilement que le polvorón.
Le mantecado de Gilena est une variété originaire de la ville éponyme, située à proximité d’Estepa. On fait griller la farine et cette technique permet d’obtenir un produit complètement différent, croustillant à la base et moelleux au-dessus.
Il existe d’autres pâtisseries typiques à l’époque de Noël comme les roscos de vin, en forme de couronne, et les alfajores, obtenus à partir d’une pâte constituée d’amandes, de noix et de miel. Alfajor vient de l'arabe al hachu (« farci »).
La plupart de ces pâtisseries sont généralement élaborées de façon industrielle dans la région de Séville.
Les mantecados sont très proches de la pâtisserie algérienne traditionnelle appelée ghribia, fabriquée avec du beurre ou du smen (beurre rance), qui ne contient donc pas de saindoux.
Ils sont aussi proches des macarons de miel (μελομακάρονο) grec.